# 托倫天文中心
托倫天文中心（Toruń Centre for Astronomy、Institute of Astronomy:6）是一座波蘭光學和電波天文台，位於波蘭托倫以北約 15 公里的 Piwnice（53°5′42.9″N 18°33′45.9″E）。
托倫天文中心擁有兩台直徑32公尺和15公尺的單碟天線望遠鏡及波蘭最大的光學望遠鏡—90公分施密特-卡塞格林相機，由尼古拉·哥白尼大學營運。此外，托倫天文中心還使用60 公分卡塞格林望遠鏡進行光度測定，23公尺干涉儀自1958年以來每天記錄127 MHz頻率的太陽電波測量。

## 外部連結
- Radio Observatory website